# 세리요스
세리요스(스페인어: Cerrillos)는 칠레 산티아고 수도주 산티아고 현의 코무나이다.